# Christofberg (Berg)
Der Christofberg (Krištofova gora, dialektal Krištof) ist ein Berg in Kärnten. Der höchste Punkt sowie die Filialkirche Christofberg liegen in der Gemeinde Brückl im politischen Bezirk Sankt Veit an der Glan.

## Lage
Der Christofberg ist ein Teil des Magdalensbergmassivs im Klagenfurter Becken. Der Gipfel und der Großteil des Bergs liegen in der Gemeinde Brückl; die Hänge im Südwesten liegen in der Gemeinde Magdalensberg, Ausläufer im Nordwesten reichen auf die Gemeinde St. Georgen am Längsee.
Auf dem amtlichen Kartenwerk Österreichs wird unter dem Gipfel des Christofbergs eine 957 m hohe bewaldete Kuppe im Südwesten der Gemeinde Brückl verstanden, die nur eine geringe Dominanz aufweist. So befindet sich nur knapp 1 km nördlich dieses Gipfels die mehr als 100 m höhere Kuppe des Steinbruchkogels (1078 m).
Etwa 700 m südöstlich dieses Gipfels des Christofbergs stehen auf einem 904 m hohen Nebengipfel die Christofbergkirche und ein Gasthaus. Viele Besucher bezeichnen diesen Nebengipfel als Gipfel des Christofbergs. Von hier aus bietet sich ein Panoramablick in Richtung Süden, auf den südlichen Teil des Klagenfurter Beckens sowie die Bergkette der Karawanken.
In einem weiteren Sinn wird unter der Bezeichnung Christofberg der gesamte östliche Teil des Magdalensbergmassivs verstanden, also alles vom Magdalensbergmassiv, was östlich von Göriach bzw. des Labongrabens liegt, umrahmt von den Ortschaften Hochosterwitz, Brückl, St. Filippen und Freudenberg. In diesem weiteren Sinn betrachtet man auch Erhöhungen wie den Steinbruchkogel (1078 m) und den Apetschnigkogel (969 m) als zum Christofberg gehörend.

## Geologie
Anhand von Brachiopoden-Abdrücken vom Christofberg wurde Ende der 1930er-Jahre das Alter der Gesteine ins Caradocium (Ordovizium, etwa 460 Millionen Jahre) datiert. Eine Untersuchung 1987 bestätigte, dass es sich bei Brachiopoden vom Brucknigkogel um die ältesten bestimmbaren Makrofossilien der Alpen handelt.

## Siedlungen

### Ortschaften
Durch die Streusiedlung Christofberg, die sich über etwa 3 km Luftlinie über den Christofberg und den Apetschnigkogel erstreckt, verläuft die Grenze zwischen den Gemeinden Brückl und Magdalensberg, die gleichzeitig die Grenze zwischen den Bezirken Sankt Veit an der Glan und Klagenfurt-Land darstellt. Daher zerfällt die Streusiedlung Christofberg in die beiden Ortschaften Christofberg (Gemeinde Brückl) (einschließlich der Christofbergkirche) und Christofberg (Gemeinde Magdalensberg). Die Ortschaft Unterkrähwald fiel der Land- und Höhenflucht zum Opfer und wurde in der zweiten Hälfte des 20. Jahrhunderts aufgelöst, die wenigen verbliebenen Häuser werden nun als Teil der Ortschaft Christofberg (Gemeinde Brückl) betrachtet. Die Ortschaft Labon der Gemeinde St. Georgen am Längsee reicht an die Nordwesthänge des Christofbergs.

### Geschichte

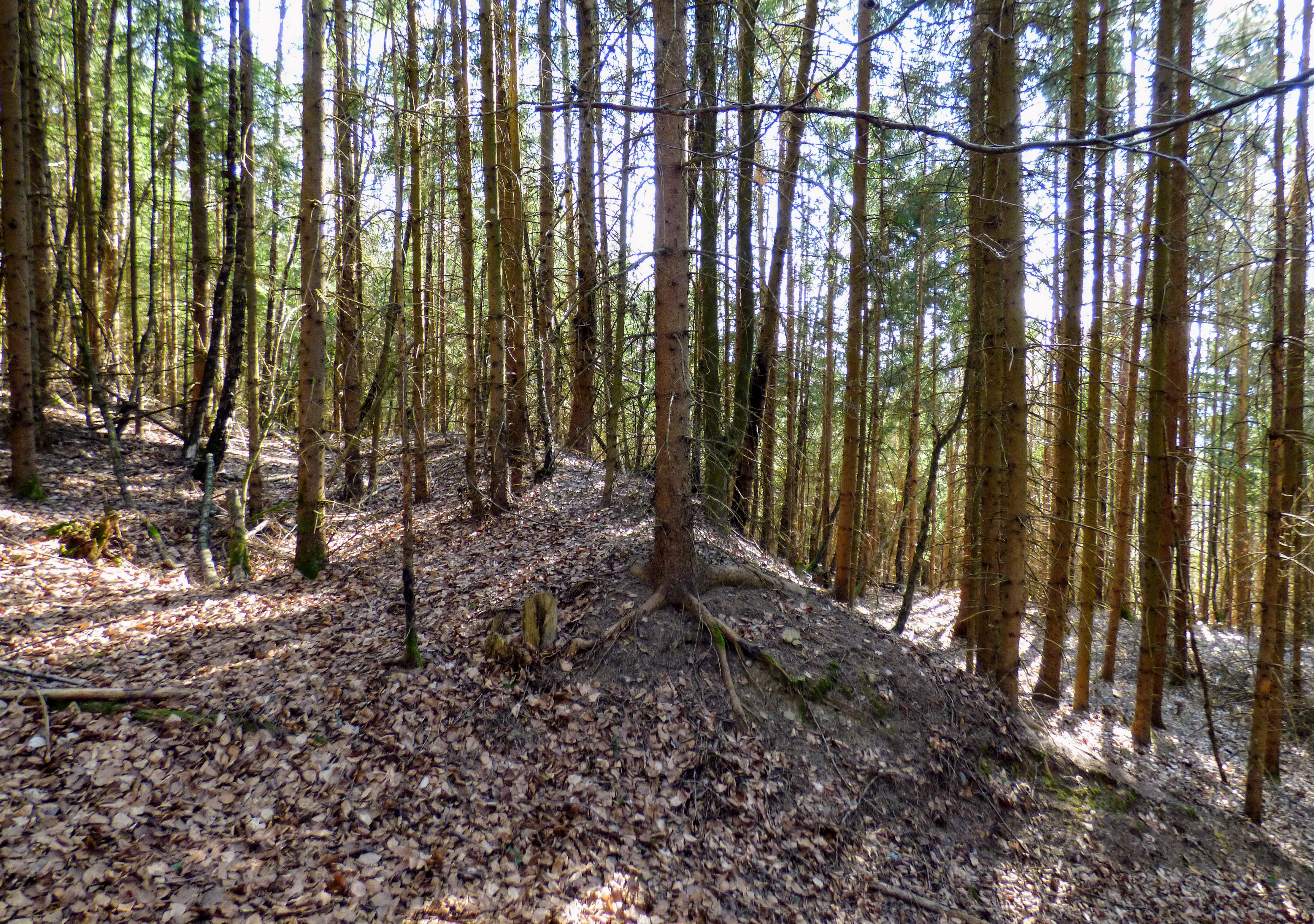
Hallstattzeitliche Wallanlage Landschaden

Auf dem Landschadenkogel, einer bewaldeten Kuppe knapp 1 km südöstlich der Christofbergkirche, befand sich eine ausgedehnte hallstattzeitliche Siedlung. Reste der Wallanlagen sind deutlich zu erkennen.
Der Zinnober, welcher am Christofberg vorherrscht, wurde schon von römisch/keltischen Siedlern am Steinbruchkogel abgebaut und diente in der Stadt auf dem Magdalensberg als Material für Mühlsteine. Darüber hinaus wurde das Gestein später für Pressgewichte für die umliegenden Bauernhöfe genutzt, sowie als Baumaterial für die Hochöfen der Kärntner Montanindustrie.
Edlinger-Gemeinschaftswald am Christofberg
Zu den eigenartigsten historischen Phänomen in der Gegend gehören laut Wilhelm Wadl die zahlreichen Waldparzellen, die Dutzende Talbauern des Gemeindegebietes von Magdalensberg noch heute am Christofberg besitzen. Dieser Waldkomplex stand im 16. Jh. unter der gemeinsamen Vogtei der Herrschaften Stein im Jauntal, Timenitz und Osterwitz, die nachweislich zahlreiche Edlinger bevogteten. Diese Struktur der Waldparzellen gehen in ihrem Ursprung aus einem Gemeinschaftsbesitz ganzer Dorfschaften von Edlingern (slowenisch kosezi) hervor, die – wie Herwig Ebner nachwies – oftmals eben ausgedehnte Wälder hatten. Ein anschauliches Beispiel im Gemeindebereich dafür ist eben der ausgedehnte Gemeinschaftswald, den Bauern zahlreicher Dörfer am Christofberg besaßen. Nach der Grundentlastung des Jahres 1848 mussten die Eigentumsverhältnisse an diesem rund 300 Hektar großen Waldgebiet neu geregelt werden. Die Grundlastenablösungskommission verfügte im Jahre 1864 die gleichmäßige grundbücherliche Zuschreibung an alle nutzungsberechtigten Bauern und Keuschler, wobei deren Besitzgrößen bei der Verteilung keine Rolle spielten. Der zunächst noch gemeinschaftlich verwaltete Besitzkomplex wurde um 1880 in Dorfschaftsparzellen zerteilt und bald darauf in Form kleiner Parzellenteile den einzelnen Miteigentümern in ihr jeweiliges Grundbuch übertragen. Betroffen waren davon Liegenschaften in Ottmanach/Otmanje (4), Rottmannsdorf/Rotmanja vas (1), Eixendorf/Nica vas (14), Pirk/Breza (6), Skukau/Sekov (4), Kleingörtschach/Spodnje Goriče (2), Großgörtschach/Zgornje Goriče (6), Kronabeth/Smolje (1), Gammersdorf/Mižlja vas (7), Deinsdorf/Dominča vas (6), Leibnitz/Ličje (3), Haag/Zapuže (3), Matzendorf/Domačnja vas (6), Lassendorf/Vasja vas (8), Timenitz/Timenica (6), Rosendorf/Rožna vas (1), Arndorf/Varpja vas (1), Treffelsdorf/Trebeša vas (1), Krähwald/Hreblje (10), Christofberg/Krištofova gora (3), St. Filippen/Šentlipš (2), Freudenberg/Frajnberk (2), Sillebrücke/Žilje (1), Krobathen/Hrovače (1), Vellach/Bela (1), Geiersdorf/Virnja vas (7), Zinsdorf/Svinča vas (1), Hollern/Bezovje (2) und St. Lorenzen/Šentlovrenc (8).
Seit dem frühen 17. Jahrhundert ist die Kirche am Christofberg urkundlich erwähnt.

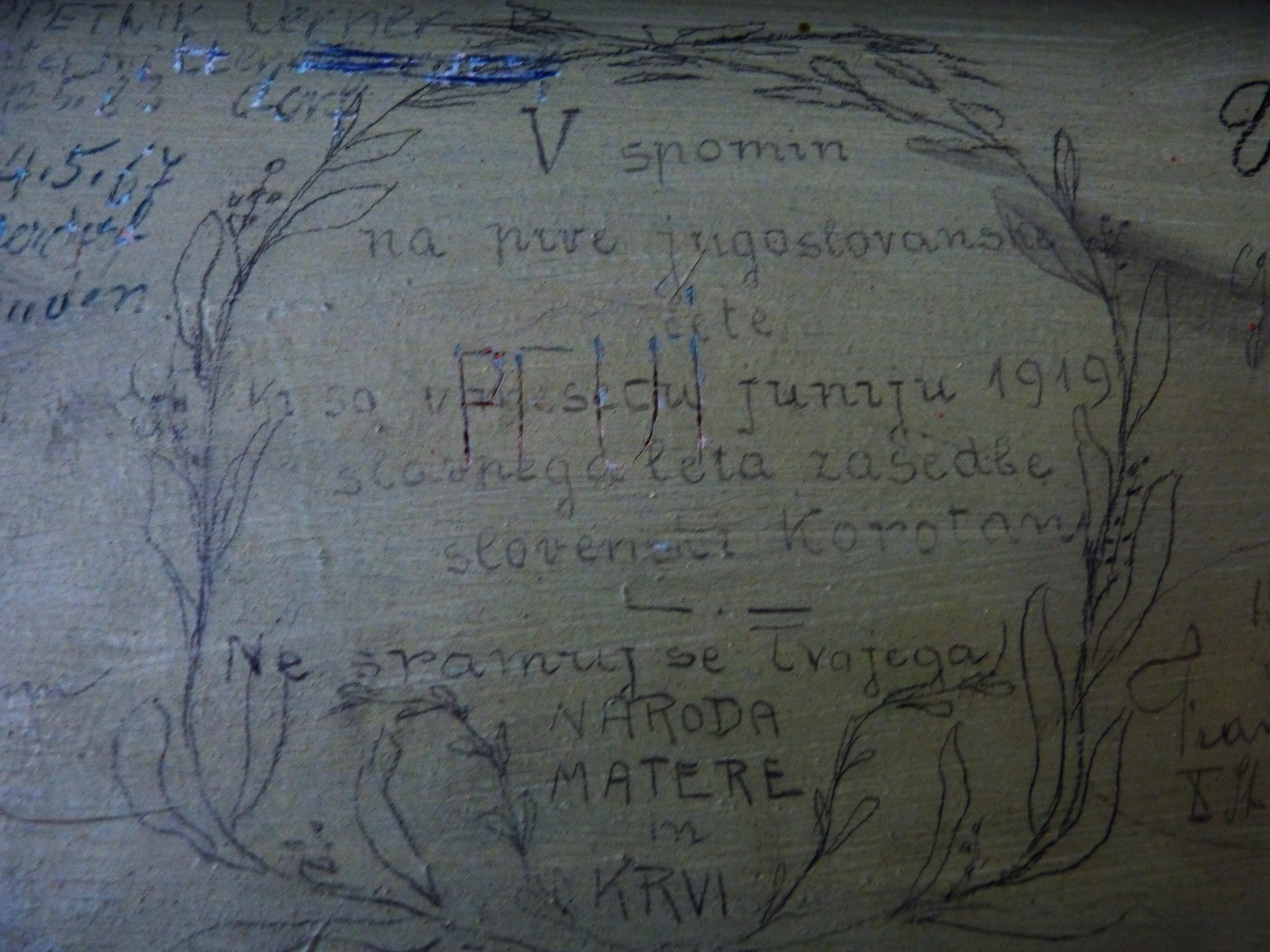
Inschrift an der Kirchenorgel: „Im Gedenken an die ersten jugoslawischen Truppen ... im Juni des ruhmreichen Jahres 1919...“

Am 4. Juni 1919 kam es im Vorfeld des Kärntner Abwehrkampfes auf den Höhenlinien des Christofberges zur Besetzung jugoslawischer Truppen und Vertreibung der ortsansässigen Bevölkerung. Während einer Kampfhandlung am vulgo Appetschnig wurden zwei St. Filippener Bauern erschossen. Das Kriegerdenkmal am Apetschnigkogel erinnert daran.
In den 1970er Jahren wurde von der St. Filippener Bevölkerung ein Skigebiet initiiert, welches am Apetschnigkogel gebaut wurde. Ein Schlepplift sowie ein Tellerlift waren mehrere Jahre in Betrieb, doch aufgrund schneearmer Winter wurde 15 Jahre später der Betrieb eingestellt. Die Wochenendhaussiedlung am Apetschnigkogel erinnert an diese Zeit.

## Wallfahrtsziel

### Christofbergkirche mit Christofbergkapelle

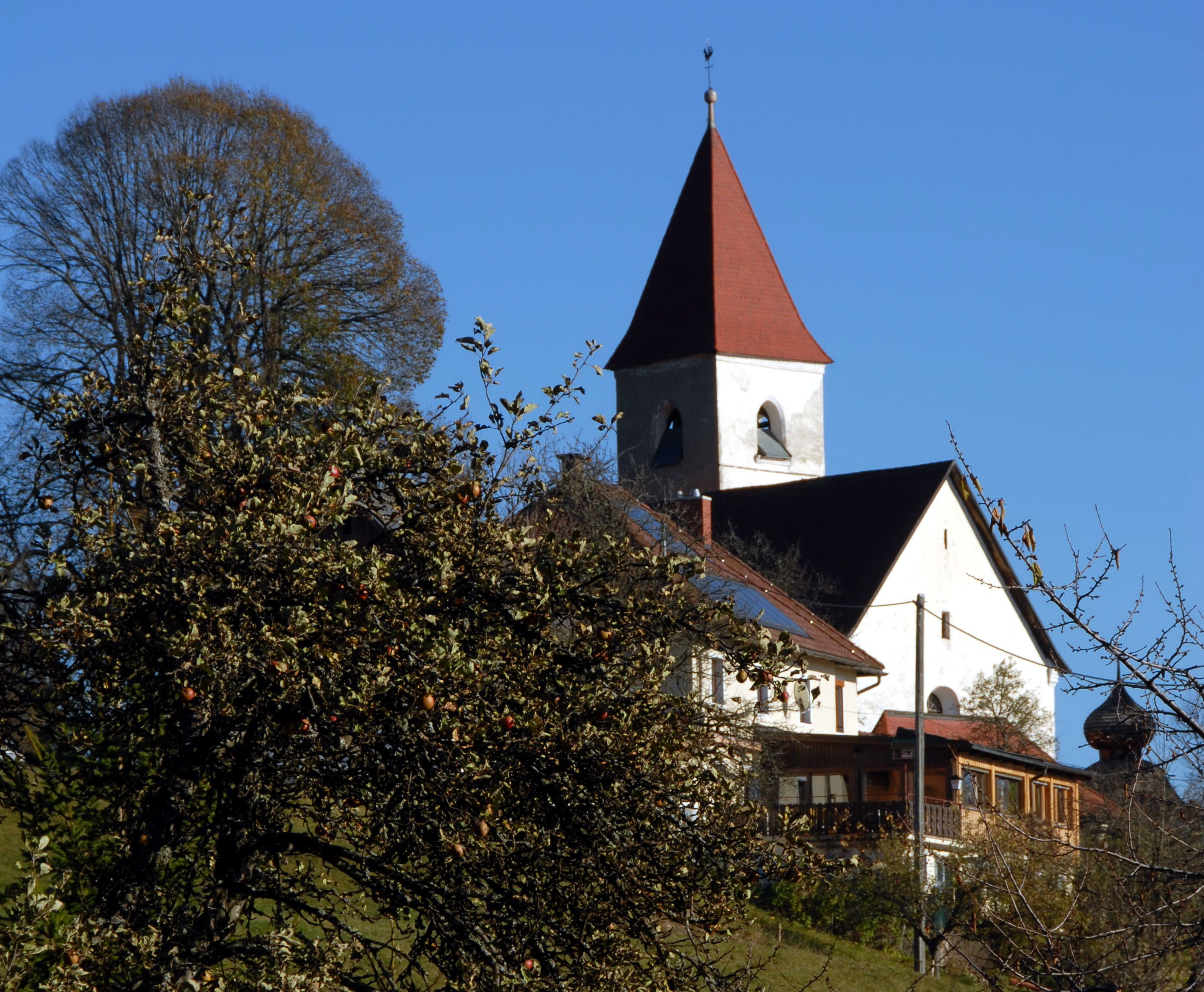
Filialkirche Christofberg

Der Bau der Kirche wird urkundlich 1627 erwähnt; vielleicht hat die Kirche aber auch einen älteren Kern. Die Kirche steht samt der Kapelle in der Umfassungsmauer unter Denkmalschutz.

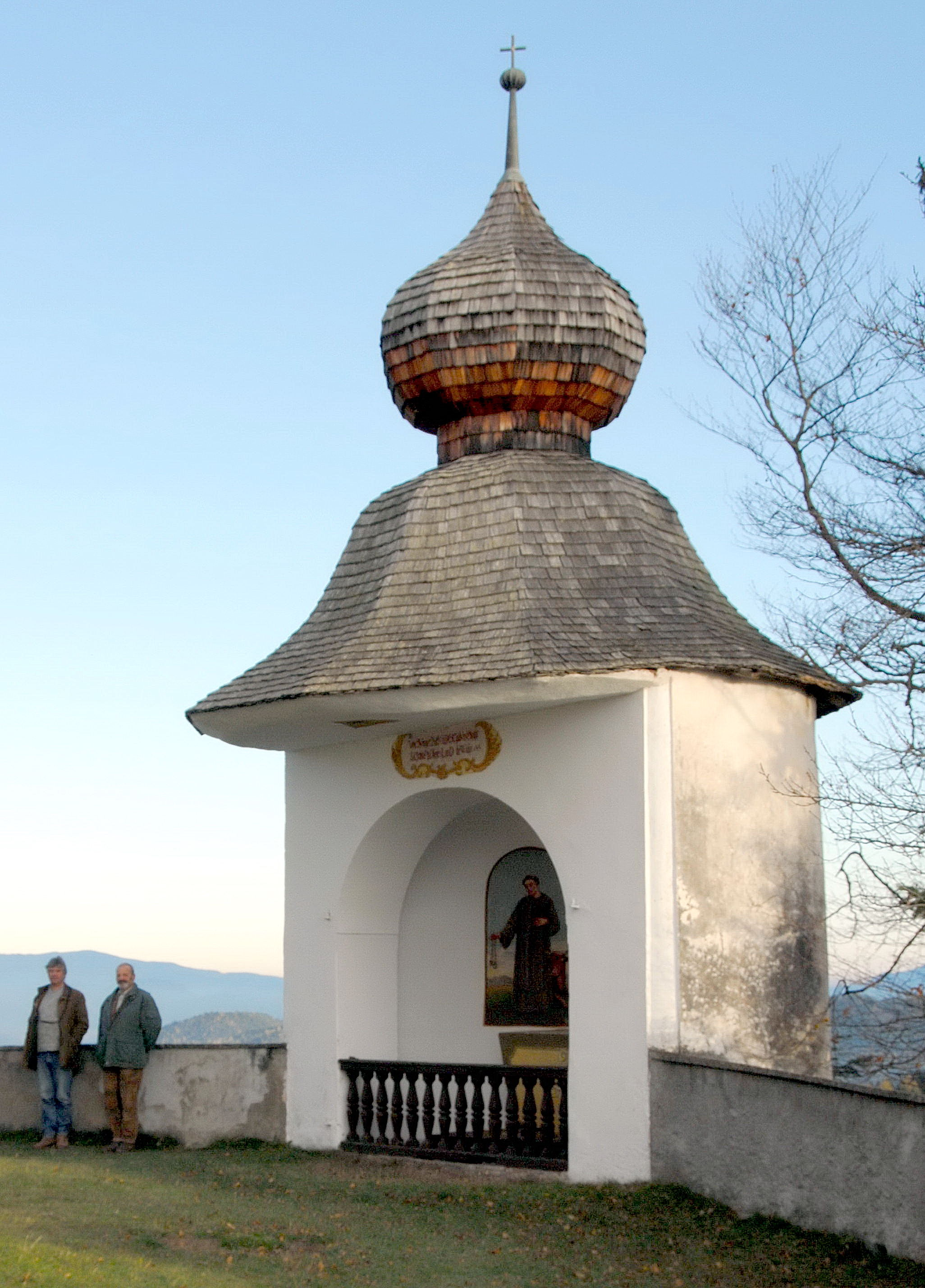
Christofbergkapelle

### Wallfahrt
Im Zuge des Höhepunkts der Christophorusverehrung im 17. und 18. Jahrhundert kam es zu einer Wallfahrtsbewegung auf den Christophberg. Urkundlich festgehalten ist, dass 1772 30 große Prozessionen zu den beiden Hauptfesttagen Jakobi (25. Juli; gleichzeitig Gedenktag für Christophorus) und Laurentius (10. August; Laurentius ist in der Kirche als Diakon mit Rost dargestellt) stattfanden.
Doch wird angenommen, dass der Christofberg schon lange davor eine Bedeutung als Wallfahrtsziel hatte. Der alte volkstümliche Name des Christofbergs ist Landschadenbund. Landschaden steht dabei für Witterungsereignisse, die der Ernte schaden; Bund hat hier den Sinn von bannen, fesseln. Der Berg soll also alles abwehren, was der Ernte schadet. An den Hauptfesttagen opferten die Wallfahrer Getreide; Getreidetausch und Getreidesegnung zeugen von der bäuerlichen Prägung der Wallfahrten. Für diesen Brauch erhielt die Kirche eine Kammer seitlich der Eingangstür. Die Wallfahrer kamen vor allem aus dem (damals) slowenischsprachigen Unterkärnten.
Eine Sage erwähnt die Wallfahrt auf den Christofberg in einem Zug mit jener auf den Magdalensberg und den Ulrichsberg, was an den am Dreinagelfreitag stattfindenden Vierbergelauf erinnert. Tatsächlich gab es bis ins 20. Jahrhundert hinein am Dreinagelfreitag und den beiden darauffolgenden Sonntagen sowie am Schönsonntag (dem Sonntag nach Fronleichnamsfest) Wallfahrten auf den Christofberg.

### Sagen

#### Wie Christophorus auf den Berg kam
Die Sage erzählt, dass Christophorus früher am Ursulaberg (im heutigen Slowenien) lebte und den dortigen Bauern zu reichen Ernten verhalf. Als sie es ihm nicht dankten, sondern nur ihr Leben in Überfluss genossen, wanderte Christophorus von dort weg, und stärkte sich am Christofberg von frisch gebackenem Brot, das eine Bäuerin zum Auskühlen vor die Tür gestellt hatte. Da ihm die frommen und mildtätigen Menschen hier gefielen, ließ er sich dauerhaft am Christofberg nieder. Am Ursulaberg gab es daraufhin eine Missernte nach der anderen; erst seit die dortigen Bauern begannen, zum Christofberg zu pilgern, geht es ihnen wieder besser.

#### Matthias Corvinus und der Christofberg
Ein Fuhrmann aus St. Jakob im Rosentale kehrte einst mit einer Weinladung aus Ungarn heim. Als er unterhalb eines großen Berges durch einen großen Wald fährt, erblickt er halb in den Fels gebaut ein Häuschen, dessen Dach kaum aus dem Berge ragt. Vor der Tür steht ein stattlicher Ritter, mit einem Schwert umgürtet, und fragt den Fuhrmann: „Freund, du bist von unseren oberen Gegenden; sage mir, steigen noch immerfort die Ameisen auf die drei Gipfel, den St. Christofberg, Magdalensberg und Ulrichsberg?“ – „Sie steigen wohl noch hinauf, aber immer weniger.“ – „Sage zu Hause: wenn der Glaube soweit schwinden wird, daß niemand mehr auf die drei Gipfel geht, dann werde ich erscheinen mit meiner schwarzen Schar.“ - „Wer bist du?“ fragte der Fuhrmann. – „Ich bin König Matthias Corvinus. Tritt näher und geh mit mir in dieses Haus, damit du dich mit eigenen Augen überzeugst!“ Der Mann gehorchte und König Matthias sprach: „Tritt hinter mich und blicke über meine rechte Achsel durch dieses Fenster!“ Er tat, wie ihm befohlen, und erblickte eine Ebene, lang und breit. Sie war über und über bedeckt mit bewaffneten Kriegern, die unbeweglich und still neben ihren Pferden schliefen. „Nun, das ist die schwarze Schar“, sagte der König zu dem verwunderten Manne; „blicke noch einmal durch das Fenster!“ Matthias griff sanft an seinen Säbel und zog ihn ein Stück aus der Scheide. Und siehe! Das ganze Heer ward lebendig. Die Krieger erhoben ihre Häupter, die Pferde schüttelten ihre Mähnen, wieherten und stampften mit ihren Hufen. „Nun, hast du's gesehen?“ fuhr der König fort; „’s wird nicht lange währen, bis ich aufstehe und meinen Säbel ziehe. Laue Lüfte werden wehen und alle Menschen mit einem Gedanken beseelen. Meine Krieger werden sich auf ihre Pferde schwingen, dann wird der heilige Kampf für den wahren Glauben entbrennen.“

## Weitere Kulturdenkmäler

### Kleindenkmäler
Auf rund 947 m Seehöhe, nur wenige Meter vom 957 m hohen Gipfel des Christofbergs entfernt, befindet sich am Weitwanderweg 06 inmitten des Waldes an einer Weggabelung das Christofbergkreuz. Es besteht aus einem einfachen Lärchenblock und einer aus Brettern gefertigten Rückwand mit einem hölzernen Satteldach.
In der Nähe des Kulnighofs befindet sich der Kulnig-Bildstock.

### Bäuerliche Anwesen

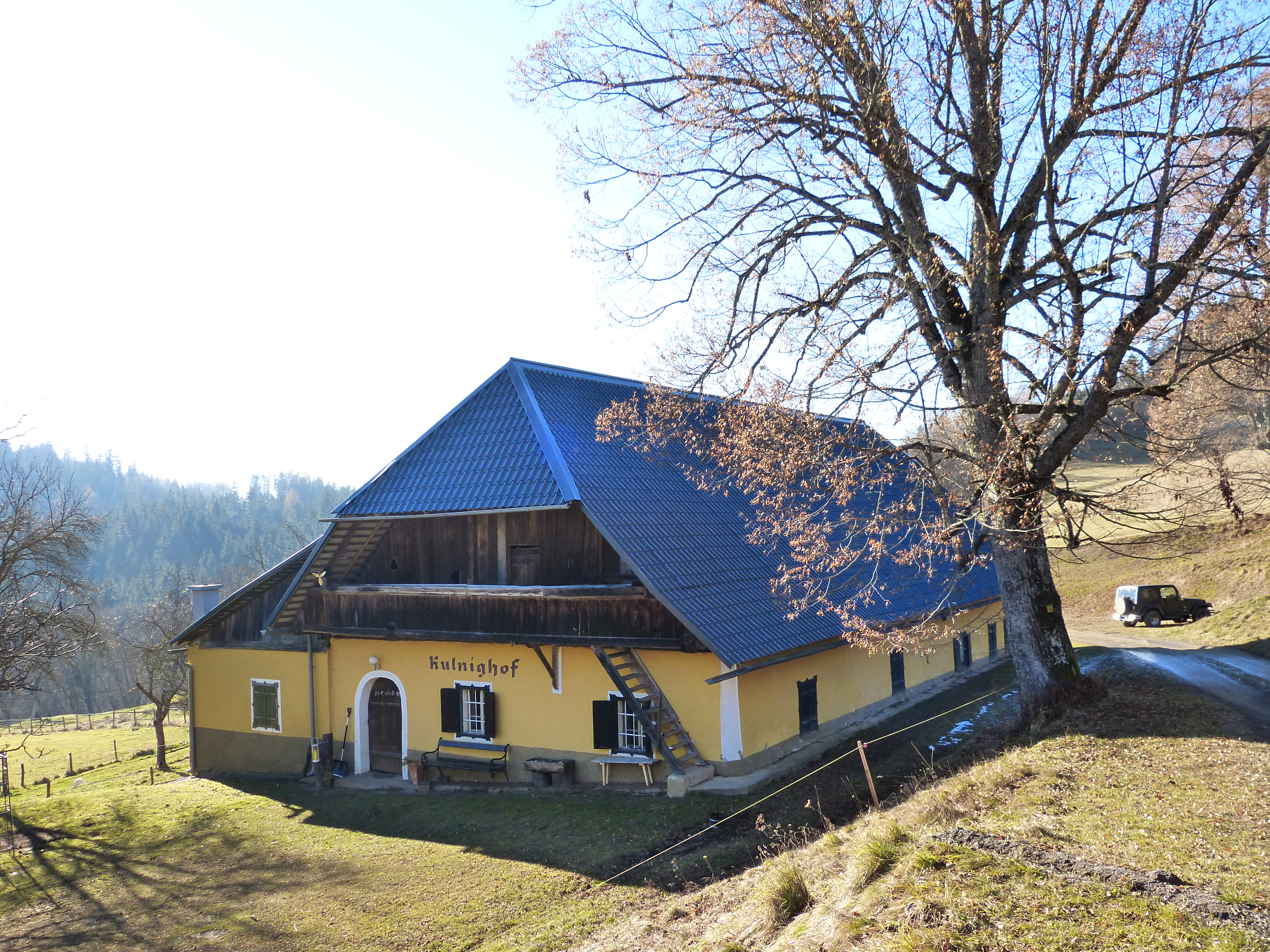
Kulnighof

Erhaltene landwirtschaftliche Anwesen sind Kulnighof, Karlbauer-Hube, Pomberger-Hube, Apetschnig-Hube und die Messnerkeusche. Der Künstler Günther Kuschar hatte sein Atelier in der Retzerkeusche.

### Wolfsgrube
Am Fuße des Christofbergs nach Ortsausfahrt von St. Filippen befindet sich eine der wenigen noch erhaltenen Wolfsgruben Kärntens. Nach Schätzungen von Historikern stammt sie aus dem 18. Jahrhundert und diente als Falle, bei der Äste über die Grube gelegt wurden und in der Mitte ein Stück Fleisch platziert wurde, um den Wolf zu ködern.

## Wanderwege

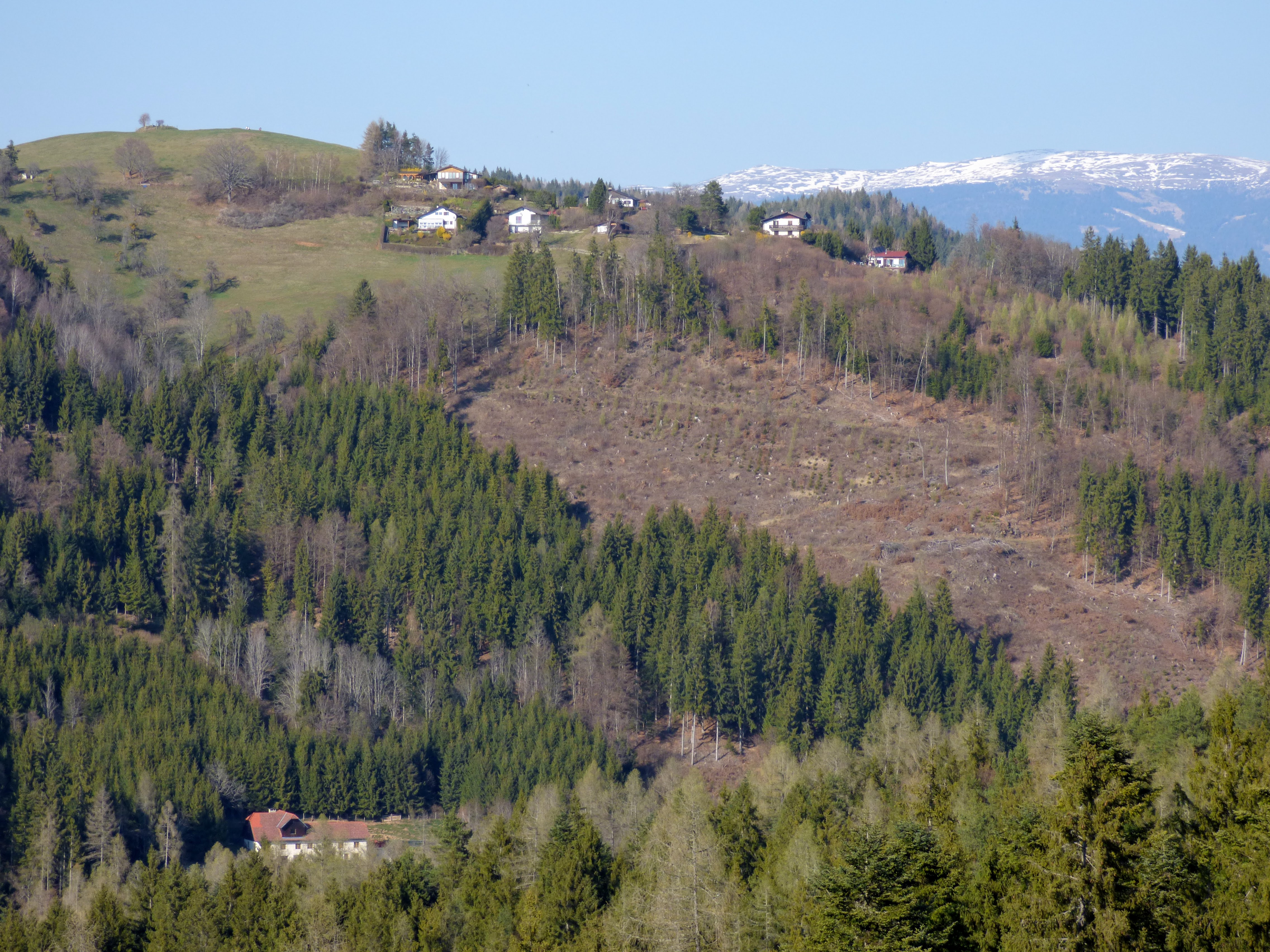
Apetschnigkogel

Der Wanderweg vom Magdalensberg von Westen her zur Christofbergkirche und von dort weiter nordöstlich über den Lippekogel hinunter nach Brückl führt, ist Teil des Kärntner Mariazellerwegs 06, der von Klagenfurt nach Eibiswald in der Steiermark führt. Diesen Weg kann man auch nutzen, wenn man den Parkplatz unterhalb der Christofbergkirche als Ausgangspunkt nutzt, um in Richtung weiter zum Magdalensberg mit seiner Kirche und dem Archäologischen Park zu wandern. Auf halber Strecke zwischen Christofberg und Magdalensberg zweigt ein Wanderweg nach Norden ab, der den Labongraben entlang hinunter zur Burg Hochosterwitz führt.
Der Weg vom Christofberg Richtung Brückl führt vorbei am verfallenen Anwesen vulgo Wartschler, das etwa auf halbem Wege liegt, ein Wanderweg auf den aussichtsreichen Lippekogel, wo steinerne Bänke zur Rast einladen. Unter dem Gipfel des Lippekogels können beim vulgo Mothe in Oberkrähwald zahlreiche Mühlsteine vom Steinbruchkogel besichtigt werden. Von dort führt eine unbefestigte Straße, oder wahlweise auch ein Fußweg, hinunter ins Tal nach Brückl.
Zwischen Christofbergkirche und Wartschler zweigt ein Wanderweg nach Osten zum Apetschnigkogel ab, der von Osten her, von St. Filippen aus, auch mit dem Auto erreichbar ist.
Von Osten her führt ein markierter Wanderweg von St. Filippen am Kulnighof vorbei zur Christofbergkirche.
Ein weiterer markierter Wanderweg führt von Süden, von Freudenberg aus zur Christofbergkirche.